# Oleksandrivka (Raión de Bolhrad)
Oleksandrivka  (ucraniano: Олександрівка) es una localidad del Raión de Bolhrad en el Óblast de Odesa de Ucrania. Según el censo de 2001, tiene una población de 2457 habitantes.